# 테리 무어

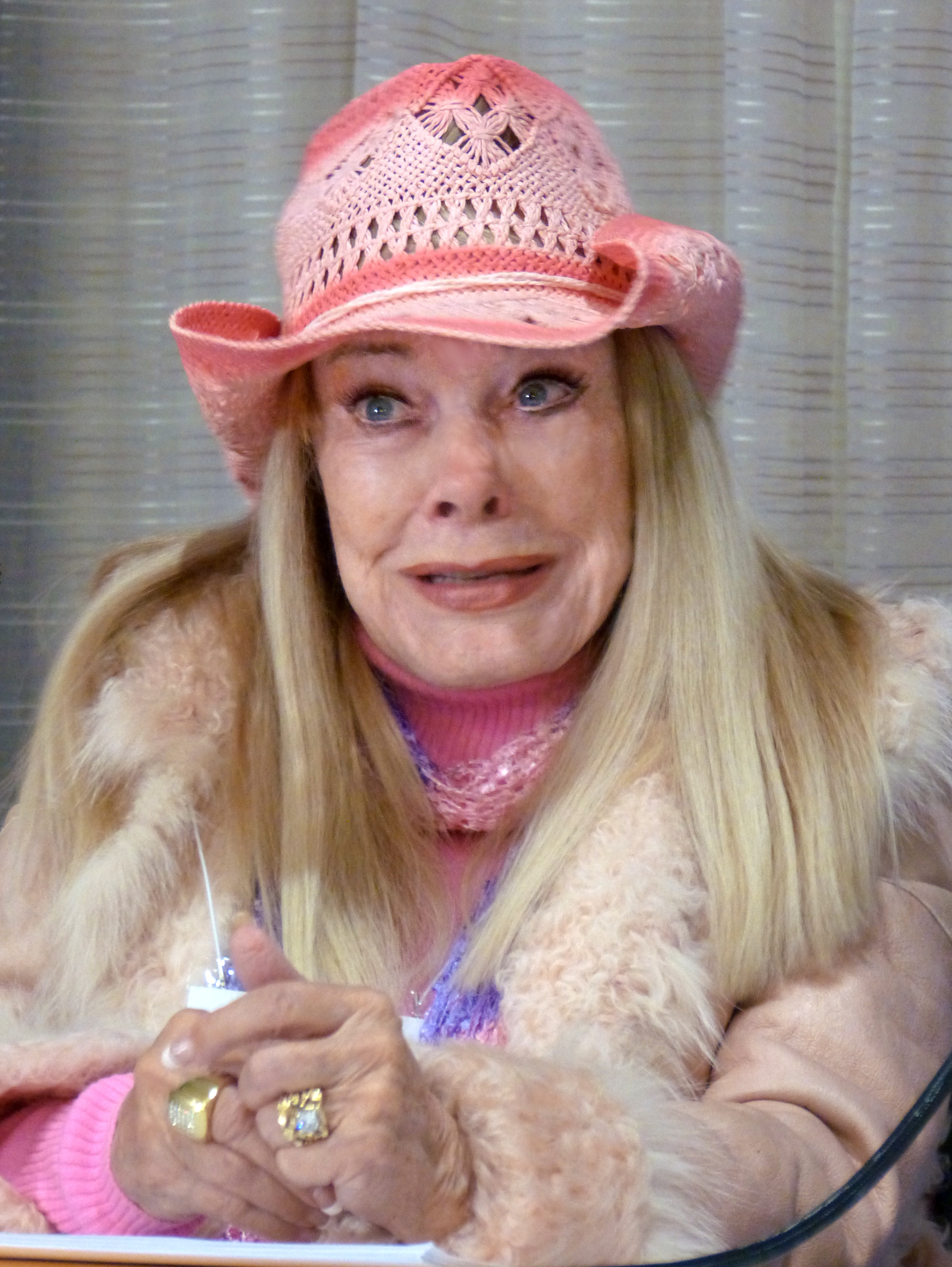

테리 무어(Terry Moore, 1929년 1월 7일 ~ )는 미국의 배우, 모델, 텔레비전 배우, 영화배우, 각본가이다.
로스앤젤레스에서 태어났다.

## 영화
- 에이미 인 어 케이지 (2015년)
- 마가린 워스 (2012년)
- 아리엘 (2009년) - 리즈 역
- 스윗 랜드 (2005년)
- 네비게이터(영어판) (1999년)
- 마이티 조 영 (1998년)
- 고잉 오버보드 (1989년)
- 내 남자친구 (1989년)
- 무적의 아이맨 (1986년)
- 데쓰 디멘션 (1978년)
- 사랑의 유람선 (1977년)
- 대거라 불리는 남자 (1967년)
- 배트맨 - 66년 TV 시리즈 (1966년)
- 페이튼 플레이스 (1957년)
- 천국과 지옥 (1956년)
- 키다리 아저씨 (1955년)
- 클라이막스! (1954년)
- 카이버 라이플의 왕 (1953년)
- 사랑하는 시바여 돌아오라 (1952년)
- 크리스마스 소원 (1950년)
- 마이티 조 영 (1949년)
- 썸머 홀리데이 (1948년)
- 래시의 아들 (1945년)
- 메릴랜드 (1940년)